# Kordian Kolbiarz
Kordian Jan Kolbiarz (ur. 8 października 1970 w Kluczborku) – polski samorządowiec, od 2014 burmistrz Nysy.  

## Życiorys
Ukończył studia z zakresu politologii na Uniwersytecie Opolskim oraz studia podyplomowe: Public Relations w instytucjach rynku pracy na Katolickim Uniwersytecie Lubelskim. W latach 2003–2014 był zatrudniony na stanowisku dyrektora Powiatowego Urzędu Pracy w Nysie.
W 2014 wybrany na burmistrza Nysy. Uzyskał reelekcję w wyborach samorządowych w 2018 roku. Został delegatem polskiej strony Parlamentu Euroregionu Pradziad z siedzibą w Prudniku. W 2024 ponownie wybrany burmistrzem w I turze głosowania.
W trakcie jego urzędowania dokonano remontu głównych dróg w śródmieściu miasta, wybudowano Halę Nysa, wyremontowano kąpielisko miejskie, zagospodarowano teren fortu Prusy. Przystąpiono również do budowy Centrum Przesiadkowego w Nysie.
W kwietniu 2025 odbyło się referendum w sprawie odwołania Kolbiarza ze stanowiska burmistrza Nysy. Frekwencja wyniosła 14,5%, a referendum zostało uznane za nieważne..
W maju 2025 został odznaczony Złotym Krzyżem Zasługi.